# Station Dingé
Station Dingé is een spoorweghalte in de Franse gemeente Dingé. Zij wordt bediend door treinen van het netwerk TER Bretagne op het traject Rennes - Dol-de-Bretagne - Saint-Malo.